# タイガー・スープレックス

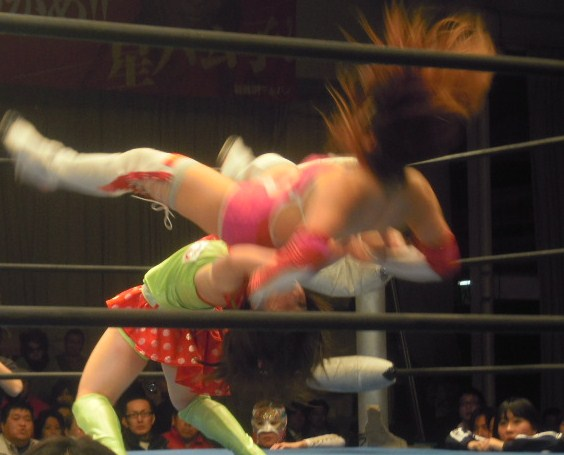
春輝つくしによるタイガー・スープレックス（佐山式）。

タイガー・スープレックス（Tiger Suplex）は、プロレス技の一種でスープレックスから派生したものである。日本名は猛虎原爆固め（もうこげんばくがため）。

## かけ方
初代タイガーマスク（佐山聡）のオリジナル技。背後から捕まえた相手を後方に反り投げるスープレックスの一種である。ジャーマン・スープレックスでは自分の腕を相手の腰に回して投げるのに対し、タイガー・スープレックスの場合は、相手の腕を背後からダブルチキンウィングのような形で極め、そのまま投げる。
投げられた相手は両腕を固定されているため、受身が取れず、大きなダメージとなる。また、下手に受けると肩の関節を外してしまう危険がある。初代タイガーマスクによれば、ブリッジがしっかりしていれば、それほど困難な技ではないという。
当初は、そのブリッジを利用してフォールする技だったが、後に投げっ放し式（ホイップ式）も使用されている。
2代目タイガーマスク（三沢光晴）は相手の背後から両肩に両手を添えるのではなく、相手の背中をダブルチキンウィングの体勢で両腕をクラッチして体をブリッジさせる勢いで相手を後方へと反り投げて肩口から叩きつけてブリッジを崩さずにフォールを奪うのをタイガー・スープレックス'84の名称で使用。
これは2代目タイガーマスクが「毎年、新技を出す」という公約によるギミックから、従来の投げ方に変更を加えた新技と解釈するためである。
ただし、現在は佐山式と三沢式はタイガー・スープレックスの名称で統一されている。

## 原型
タイガー・スープレックスの原型はオーストラリア出身レスラーのアル・コステロが用いたオースイ・スープレックス（オージー・スープレックス / 日本名は豪州式原爆固め）とされており、相手の背後から両腕をクラッチしたまま後方へと背中から落ちるような形で反り投げ、肩口から叩きつけてフォールを奪った。
日本では1969年秋、日本プロレスの前座試合で高千穂明久が戸口正徳を相手に公開。その後、マイティ井上が相手の背後から両腕をクラッチしたまま尻餅をつく形で後方へと倒れ込み、相手もろとも体を後転させて相手の両肩をマットに付け、自身の背中をブリッジするように仰け反らせてフォールを奪うのをオースイ・スープレックスの名称で使用した。

## 主な使用者
佐山式
- 佐山聡（初代タイガーマスク）
- ジョージ高野
- 前田日明（ケンドー・ナガサキ戦で披露）
- 金本浩二（3代目タイガーマスク）
- 4代目タイガーマスク
- SANADA
- 土井成樹
- 春輝つくし

三沢式
- 三沢光晴（2代目タイガーマスク）
- 佐野巧真
- 長与千種
- 下田美馬
- 大向美智子
- 西尾美香
- 中野たむ
- クリス・ジェリコ
- ダニエル・ブライアン

## 派生技
タイガー・スープレックス'85
「毎年、新技を出す」との公約から生まれた2代目タイガーマスク（三沢光晴）の技。ジャーマン・スープレックスよりも高い位置（相手の脇の下あたり）で、相手の体をスリーパー・ホールド風に固めて投げる。
テキーラ・サンライズ
尾崎魔弓が使用している左腕をチキンウィングに固めた形で、自分の右腕をハーフネルソン風に回した上で相手の右手首も掴んで頭部脇にロック、そのまま後方へ投げる技。後述のミストクラッシュと異なり、右手首を固めているところが最大の特徴である。
ミスト・クラッシュ
片腕がタイガー・スープレックス（ハーフチキンウィング）、もう片腕がドラゴン・スープレックス（ハーフネルソン）という投げ技。ムシキング・テリーが使用している。佐々木健介のキング・バスターもほぼ同型。川田利明が若手の頃、披露したことがある。
デルフィンスペシャル3号
スペル・デルフィンのオリジナル技。ジャーマン・スープレックスを仕掛けた後、ローリング式の要領で両足でマットを蹴って下半身を自身の首を支点に後転させ相手の両腿の裏の上に跨る状態で着地後、エビ固め風に丸まった相手を起こしタイガー・スープレックスを放ちフォールする。
ジャパニーズ・オーシャン・スープレックス
豊田真奈美のオリジナル技。タイガー・スープレックスのように相手の腕を後ろでロックするがチキンウイングのように外側からロックするのではなく自身の腕をクロスさせ相手の手首を背中側で掴んでロックを解けないようにして後ろに投げる。
デスレイク・ドライブ
下田美馬の得意技。雪崩式の投げっぱなしタイガー・スープレックス。
ビクトリー・タイガー
風間ルミの得意技。相手の喉下を掴んで後方に投げるタイガー・スープレックス。
どどん
田口隆祐が使用するダブルチキンウィング式フェイス・バスター。タイガー・スープレックスに固めてから上に持ち上げ、一旦静止してから手を離して腰に持ち替え、シットダウン・パワーボムのような体勢で相手を前のめりにマットに叩きつけるフェイス・バスター。
ミラノ作どどんスズスロウン
変型ストマック・ブロック。タイガー・スープレックスの要領で捕らえた相手を宙に抱え上げた後、両腕のクラッチを切り、自らは背中からマットに倒れ込みながら両膝を突き出し、前のめりになった相手の腹部を両膝にめり込ませる。ミラノコレクションA.T.が発案した技で現在は田口隆祐がフィニッシャーとして使用している。
トルネード・スター・スープレックス
スターライト・キッドのオリジナル技。人工衛星ヘッドシザーズで相手に飛びついて旋回しながら相手の背後に着地して、自らの左腕で相手の右腕を掴んでダブルチキンウィングで捕らえ、後方へ反り投げて固める腕取り式タイガー・スープレックス。

## 返し方
- 力で強引にクラッチを振り解く。
- 後方へと反り投げられた瞬間に体を後方へと回転させる（初披露は丸藤正道）。